# صلاح أبو السعود
صلاح أبو السعود جاد (29 أبريل 1970، القاهرة - ) مؤرخ ومحامي وكاتب تاريخي وإسلامي مصري، حصل على ليسانس الحقوق من كلية الحقوق جامعة عين شمس، وحصل على درجة الماجستير في القانون من نفس الكلية في سنة 2000. صدر له أكثر من 16 مؤلف في المجال الإسلامي ومقارنة الأديان والتاريخ والحضارة وجميعها متداولة.

## مؤلفاته
- الرسول والسيف. (دراسة للنظرية القرآنية في الجهاد والحرب وتطبيقاتها في الدعوة المحمدية).[1]
- الشيعة (النشأة السياسية والعقيدة الدينية) وفيه حاول الكاتب التقريب بين مذهبي الشيعة وأهل السنة.
- المعتزلة. وفي يعرض الكاتب الفكر الاعتزالي كما يعرض لمختلف فرق المعتزلة.
- زواج المتعة بين الإباحة والتحريم عند الشيعة وأهل السنة.
- قصة الطوفان في نصوص الأسطورة والتوراة والقرآن.
- أساطير سومر وبابل.
- حمورابي الملك المشرٍّع.
- تاريخ وحضارة أرض الرافدين.
- إزهاق الباطل، الرد على شبهات القمص زكريا بطرس.[2]